# Hans Kammerer

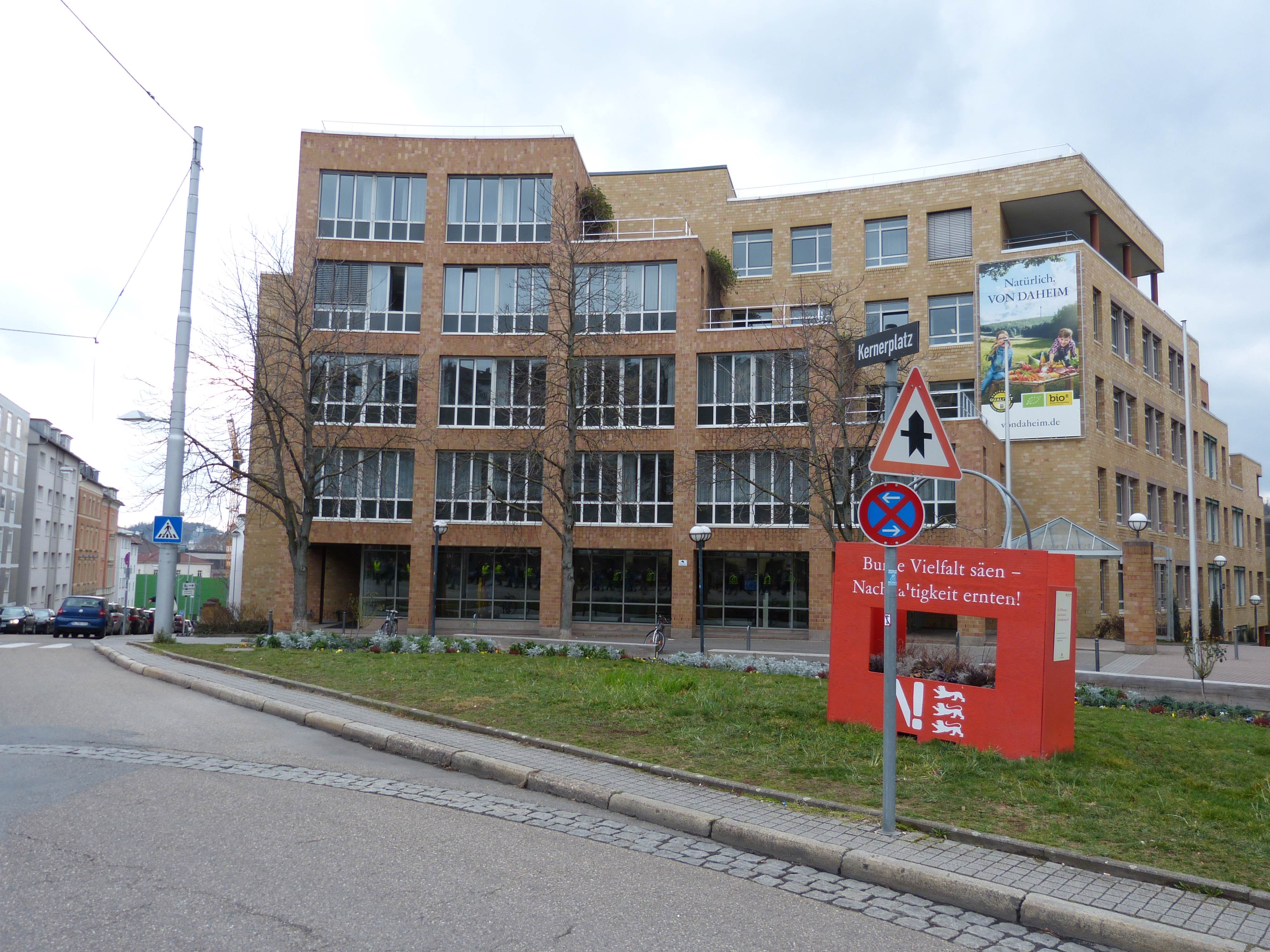
Ministerien am Kernerplatz (1986–1988)

Hans Kammerer (* 25. Februar 1922 in Frankfurt am Main; † 17. Februar 2000 in Stuttgart) war ein deutscher Architekt und Hochschullehrer.

## Leben
Von 1943 bis 1946 war Kammerer in amerikanischer Kriegsgefangenschaft. 1946 nahm er ein Architekturstudium an der TH Stuttgart auf. Nach dem Abschluss als Diplom-Ingenieur war er dort von 1951 bis 1952 Assistent bei Rolf Gutbier. Zwischen 1952 und 1953 war er Gastdozent an der Kingston School of Art in England.
Ab 1952 betätigte er sich als freier Architekt in Stuttgart; von 1955 bis 1964 führte er sein Architekturbüro mit Rolf Gutbier. 1964 wurde Walter Belz (1927–2009), den er lebenslang siezte, obwohl er bereits seit 1955 freier Mitarbeiter war, Partner im nunmehrigen Büro Kammerer + Belz, das 1972 zu Kammerer + Belz und Partner umfirmierte und seit 1982 als Kammerer + Belz, Kucher und Partner aktiv ist. 1961–1963 baute er zusammen mit Walter Belz und Günther Weig die Architektenwohnhäuser in Stetten im Remstal als eigene Wohnhäuser in der Hardtstraße. 1992 zog er sich aus dem Berufsleben zurück. Zahlreiche Bauten des Büros prägen das Stadtbild Stuttgarts auf entscheidende Weise.
Kammerer war ab 1973 Mitglied der Sektion Baukunst der Akademie der Künste (Berlin). Zudem wirkte er als Rotatier. 1999 errichtete er die gemeinnützige Hans und Maiti Kammerer Stiftung zur Förderung von Wissenschaft, Forschung und Kultur auf dem Gebiet der Architektur. Sein umfangreiches Werkarchiv mit ca. 9000 Plänen liegt im saai.

## Lehre
Kammerer war von 1951 bis zu seiner Emeritierung im Jahr 1987 als Assistent, Lehrbeauftragter und Professor in der Lehre an der TH Stuttgart tätig: 1953 erhielt er den Lehrauftrag. Von 1965 bis 1975 war er ordentlicher Professor für Entwerfen am Lehrstuhl Baukonstruktionslehre und Hochbaukunde an der TH Stuttgart, danach bis zu seiner Emeritierung 1987 Leiter des Instituts für Innenraumgestaltung und Entwerfen, Fachbereich Bauplanung, an der Universität Stuttgart. Große Verdienste erwarb er sich vor allem durch die Etablierung des bis dahin unbekannten Faches „Einführen in das Entwerfen“ sowie in der fakultätsübergreifenden Zusammenarbeit zwischen Architekten und Bauingenieuren, für die er gemeinsame Lehrveranstaltungen durchführte. Seine Lehre basierte immer auf einer großen Offenheit gegenüber den Studenten. 1978 war er Gastprofessor an der University of California in Berkeley und 1982/88/90 an der Arizona State University in Tempe (Arizona).

## Bauten in Stuttgart
- 1955–1961: Verwaltungsgebäude und Automobilmuseum für die Daimler-Benz AG in Stuttgart-Untertürkheim
- 1958–1961: Verwaltungsgebäude der Bank für Gemeinwirtschaft (verändert) ⊙

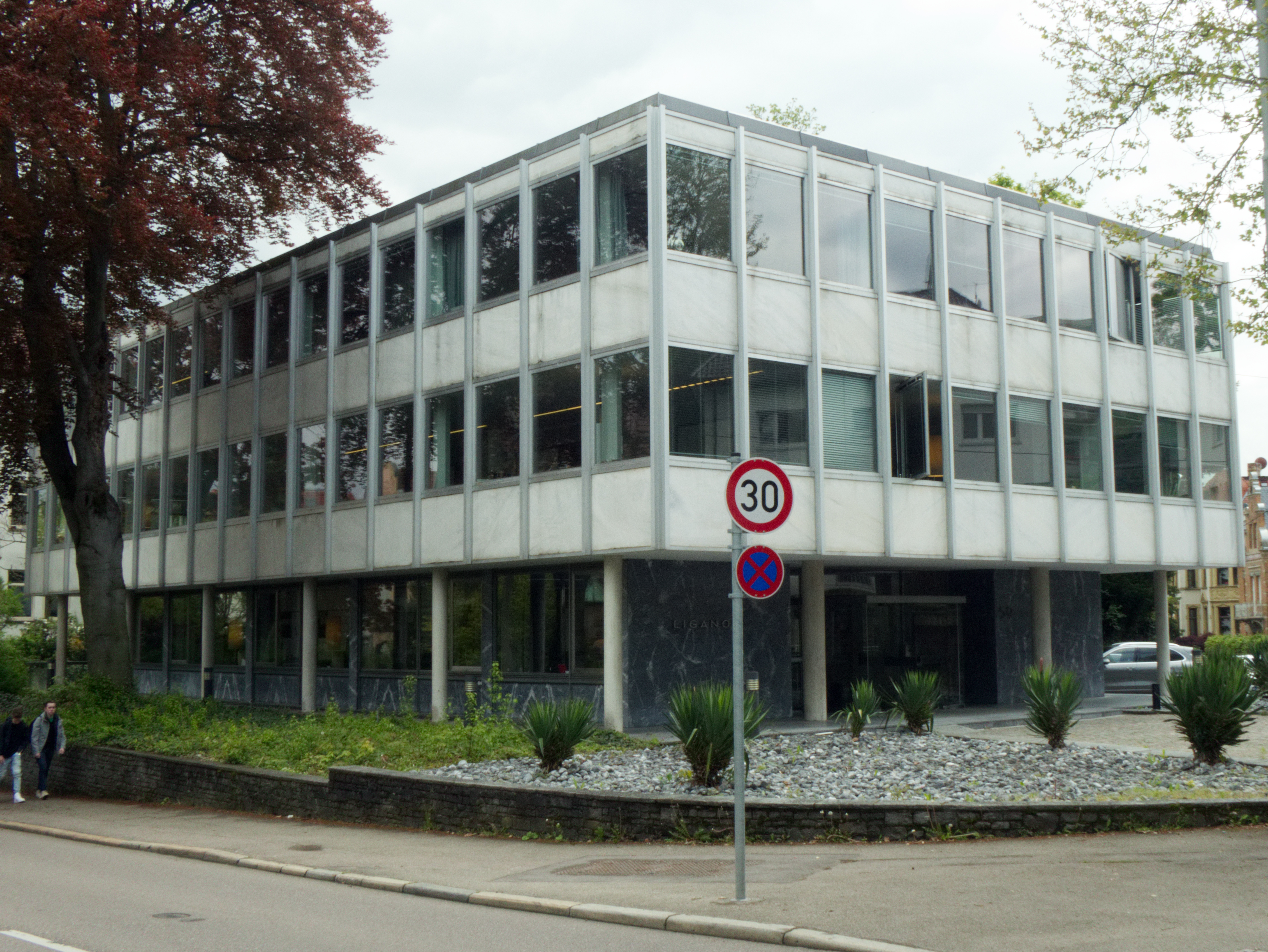
Gerling-Haus (1958–1961)

- 1958–1961: Gerling-Haus (mit Rolf Gutbier) ⊙
- 1963–1966: Wohnsiedlung Aspen in Botnang ⊙
- 1965–1970: Kleiner Schlossplatz ⊙
- 1968–1970: Buchhaus Wittwer ⊙

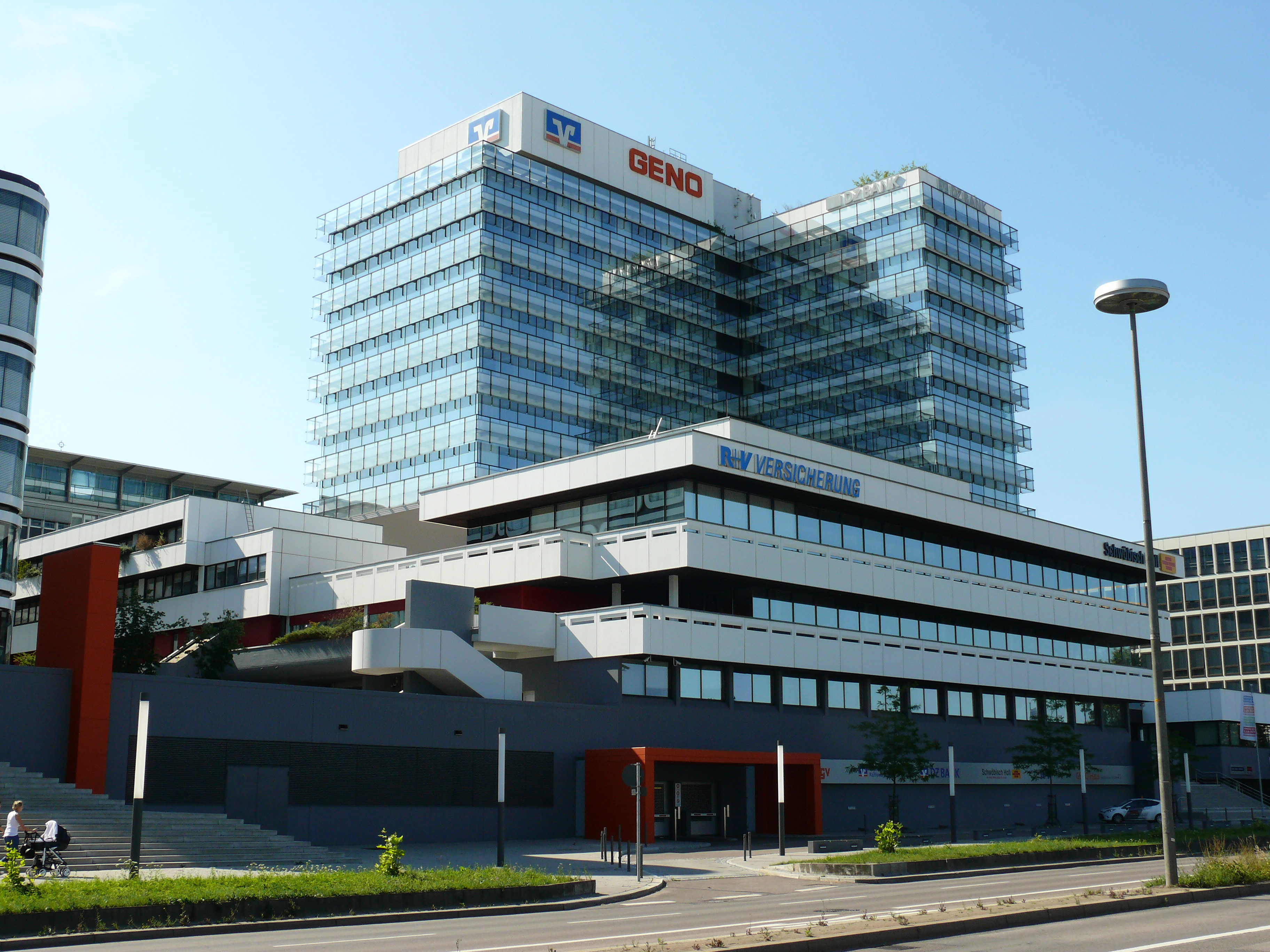
GENO-Haus (1969–1972)

- 1969–1972: GENO-Hochhaus an der Heilbronner Straße ⊙
- 1970–1972: Erweiterungsbau der Commerzbank, Am Fruchtkasten ⊙ [2]
- 1974–1978: Stadtquartier Calwer Straße und Calwer Passage ⊙
- 1975–1977: Hauptverwaltung der Energie-Versorgung Schwaben, Kriegsbergstraße ⊙
- 1976–1978: RWI Büro- und Geschäftshaus ⊙
- 1976–1980: Verwaltungszentrum der Ärzte und Zahnärzte in Möhringen ⊙
- 1983–1984: Erweiterungsbau der IBM-Hauptverwaltung in Stuttgart-Vaihingen
- 1986–1988: Ministerien und Hotel am Kernerplatz ⊙
- 1988–1989: Karlspassage am Breuninger-Bau ⊙
- 1990–1993: Technisches Zentrum der Dresdner Bank an der Friedrichstraße ⊙

## Bauten andernorts
- 1959–1960: Geschäftshaus Salamander in Saarbrücken (mit Rolf Gutbier)[3]

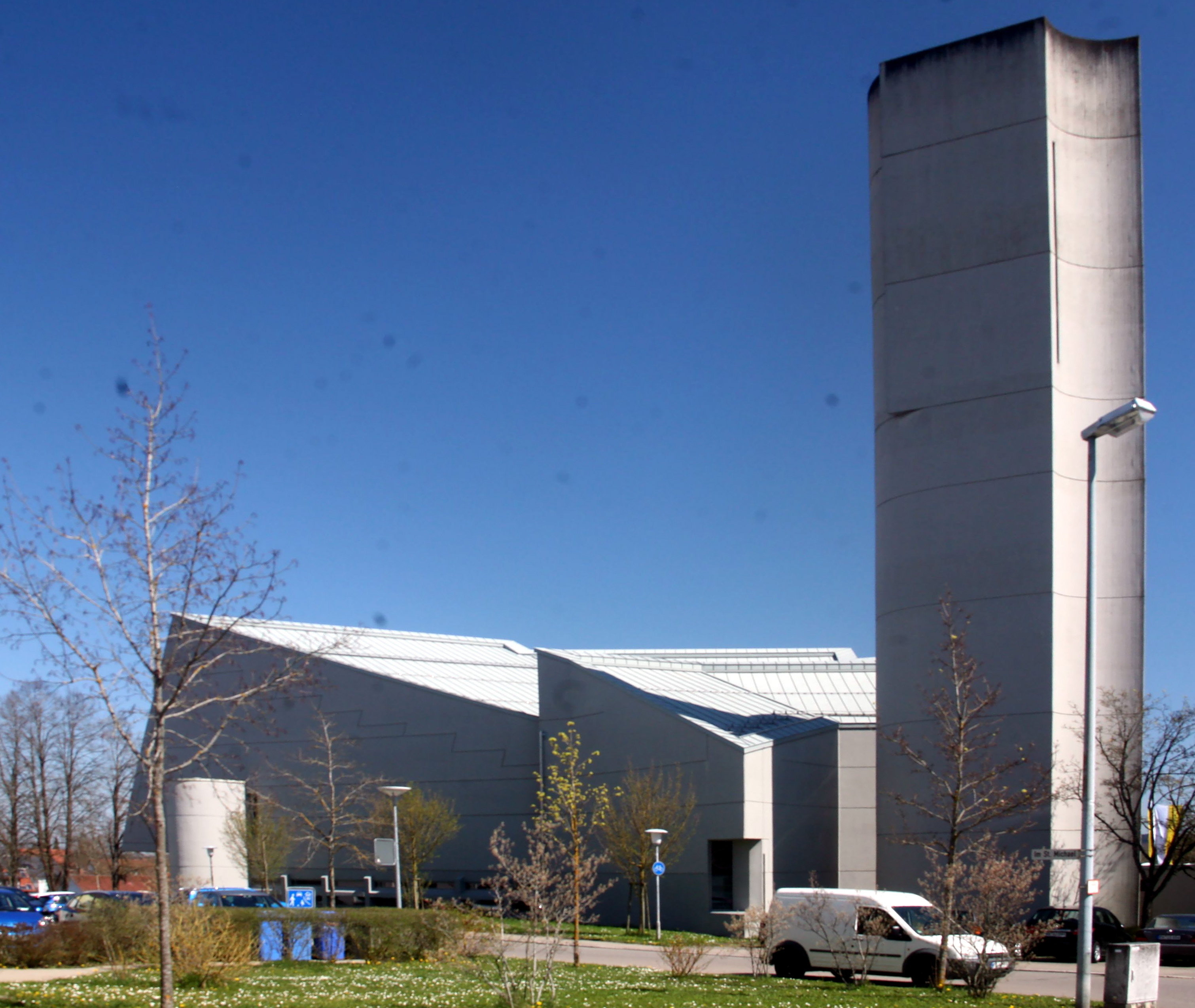
Auferstehung Christi (1968–1970)

- 1968–1970: Auferstehung-Christi-Kirche in Rottweil (seit 2019 unter Denkmalschutz)

## Veröffentlichungen
- Werkbericht Kammerer + Belz. Stuttgart 1972
- Kammerer + Belz. Julius Hoffmann, Stuttgart 1985
- Wohnen und Wohlstand. av Edition, Stuttgart 1998

## Auszeichnungen und Preise
- 1972: Hugo-Häring-Preis
- Paul-Bonatz-Preis der Stadt Stuttgart
- 1973: Deutscher Architekturpreis
- 1976: Fritz-Schumacher-Preis